# Dwars door de Westhoek
La Dwars door de Westhoek es una carrera ciclista femenina belga.
Se creó en 2009 en la categoría 1.1 (máxima categoría del profesionalismo para carreras de un día femeninas). Se desarrolla por los alrededores de Boezinge sobre un recorrido de 125 km.

## Palmarés
| Año  | Ganador               | Segundo            | Tercero                   |           |
| ---- | --------------------- | ------------------ | ------------------------- | --------- |
| 2007 | Emma Johansson        | Suzie Godart       | Sylvia Debboudt           |           |
| 2008 | Lizzie Armitstead     | Veerle Ingels      | Mascha Pijnenborg         |           |
| 2009 | Liesbet de Vocht      | Lensy Debboudt     | Sofie De Vuyst            |           |
| 2010 | Liesbet de Vocht      | Petra Dijkman      | Suzanne de Goede          |           |
| 2011 | Grace Verbeke         | Janneke Ensing     | Martine Bras              |           |
| 2012 | Kim de Baat           | Laura van der Kamp | Martina Zwick             |           |
| 2013 | Jolien D'Hoore        | Martine Bras       | Pauline Ferrand-Prévot    |           |
| 2014 | Anna van der Breggen  | Jolien D'Hoore     | Lucy Garner               |           |
| 2015 | Élise Delzenne        | Jolien D'Hoore     | Tiffany Cromwell          |           |
| 2016 | Christine Majerus     | Elena Cecchini     | Emma Johansson            |           |
| 2017 | Valentina Scandolara  | Natalie van Gogh   | Maria Giulia Confalonieri |           |
| 2018 | Thi That Nguyen       | Lorena Wiebes      | Elisa Balsamo             |           |
| 2019 | Elisa Balsamo         | Lorena Wiebes      | Lotte Kopecky             |           |
| 2020 | cancelada             | cancelada          | cancelada                 | cancelada |
| 2021 | Lorena Wiebes         | Jolien D'Hoore     | Barbara Guarischi         |           |
| 2022 | Chiara Consonni       | Sofie van Rooijen  | Gaia Masetti              |           |
| 2023 | Pfeiffer Georgi       | Léa Curinier       | Charlotte Kool            |           |
| 2024 | Kathrin Schweinberger | Lauretta Hanson    | Lily Williams             |           |
| 2025 | Fleur Moors           | Susanne Andersen   | Amalie Dideriksen         |           |

## Palmarés por países
| País         | Victorias |
| ------------ | --------- |
| Bélgica      | 5         |
| Países Bajos | 3         |
| Italia       | 3         |
| Francia      | 1         |
| Luxemburgo   | 1         |
| Vietnam      | 1         |
| Reino Unido  | 1         |
| Austria      | 1         |